# Anka (Nigeria)
Pour les articles homonymes, voir Anka.
Anka est une zone de gouvernement local de l'État de Zamfara au Nigeria,.

## Personnalité liée
- Ahmed Sani Yerima, homme politique nigérian (gouverneur de Zamfara de 1999 à 2007 et sénateur de 2007 à 2019), y est né en 1960.

## Source
- (en) Cet article est partiellement ou en totalité issu de l’article de Wikipédia en anglais intitulé « Anka, Nigeria » (voir la liste des auteurs).